# SAITAMA Z MAP
SAITAMA Z MAP（サイタマ ゼット マップ）はFM NACK5で2023年10月1日から2024年3月31日まで放送された生放送のワイド番組。

なお、本項では2024年4月7日から9月29日 (4月8日未明 - 9月30日未明) まで放送されていたスピンオフ番組『Z IBOOK』(ゼット アイブック) についても記述する。

## 概要
2021年度と2022年度のナイターオフシーズンに放送された『ちょいさき』に代わり、2023年度の同時間帯に編成される、地域情報を中心とした新たなワイド番組。
この番組では、いわゆるZ世代の視点で、リスナーと共にNACK5の放送エリアである「埼玉県の『今』の魅力」を集めて、番組独自のマップを制作する。
毎週、番組が設定するテーマに沿って埼玉県の魅力的な場所や人の思い出をリスナーから募集し、マップに掲載。実際にZ世代が役に立つ地図の完成を目指す。
また、番組の一部内容 (主にメッセージ紹介のパート) がPodcast及びNACK5の公式YouTubeチャンネルで配信されている。
2024年4月より、プロ野球・埼玉西武ライオンズ戦中継『NACK5 SUNDAY LIONS』の開始に伴い、例年通り『カメレオンパーティー』が当枠に移動するため、同年3月31日を以て終了。翌週の4月7日からは深夜帯にてスピンオフ番組『Z IBOOK』が開始され、9月29日まで放送された (後述)。
公式ハッシュタグは両番組ともに「#zmap795」。
なお、2024年度のナイターオフ期間における当枠には、ストレッチーズが担当する『YOI-KARA』が編成されたため、当番組の放送は2023年度限りとなった。

## 放送時間
- 毎週日曜日 18:00 - 21:00

## 出演者
- 荻野由佳 - メインパーソナリティ。埼玉県越谷市出身。
- 植万由香[5] -「インフルエンサーヘッドライン」のニュース読み上げを担当。
- DJ Fukuno[6] -「BOP in da Club」に登場。当番組の放送作家兼、現役DJ。

代理パーソナリティ
- 石飛恵里花[7] (2024年1月7日) - 荻野の「おぎゆか IDOL FESTIVAL 2024」参加のため。

## コーナー
メッセージテーマ
- 「埼玉×◯◯MAP (◯◯にはその週のテーマとなる言葉が入る)」と題し、この番組のコンセプトである地図作りの題材として募集。紹介された投稿のうち、荻野が気に入ったものはマッピングして地図に掲載される。
- 基本的には埼玉県内でのエピソードを募集しているが、「埼玉県外でもOK」と告知されており[8]、県外・さらには日本国外でのエピソードも「全国版」「海外版」と称して番組ブログに掲載されることがある[9]。
- 2024年3月24日のテーマ「埼玉×妄想OK！青春リバーサイドMAP」はSAITAMAリバーサポーターズとのコラボレーション企画[10]として、メッセージを送ったリスナーの中から抽選で5名に、荻野のサイン入り・お買い物リバサポ限定サコッシュが贈られた[11]ほか、SAITAMAリバーサポーターズの公式X (旧Twitter) でも同様のプレゼントキャンペーンが実施された[12]。

おぎゆかスタイル
番組スタッフからのインタビューに対して荻野がどう答えたのか、リスナーが予想して答えるクイズコーナー。
インフルエンサーヘッドライン
その週に起きたZ世代注目の内容を、ニュース形式でまとめて紹介する。ニュースの読み上げは、フリーアナウンサーの植万由香が担当。
最終回では植がスタジオに登場し、自身の出演舞台『さよう、ならば、また、』の宣伝を兼ねて荻野とトークした。
BOP in da Club
当番組の放送作家にして現役DJという異色の肩書きを持つDJ Fukunoが、最新のクラブカルチャーや音楽について紹介する。
2024年2月以降、「おぎゆかDJ計画」と題して荻野がDJプレイを学ぶ模様が番組内や公式X (旧Twitter) 上にて公開され、最終回では「おぎゆかMIX」が披露された。
おぎゆか編集部
様々な分野で「今、輝いている人」をゲストに迎え、荻野とトークを展開する。
おぎゆかへの指令
- 荻野がラジオパーソナリティとして成長するための挑戦企画。
- 2024年1月7日は荻野の休演による企画変更のため (後述)、同年3月24日は当該時間帯が新番組『Z IBOOK』の紹介に充てられたため、それぞれコーナー休止。

## 特別番組
2023年12月31日 23:00 - 2024年1月1日 1:00に、本番組の特別版として、年越し番組『NACK5 SPECIAL Z MAP COUNTDOWN 23-24 年越して埼玉～大宮より愛をこめて～』が放送された。

### コーナー
- 新春！おぎゆかスタイル[99]
- DJ fukuno『辰年 ドラゴンMIX』[100]

### ゲスト
23時台
- 植万由香[101]

24時台
- 街裏ぴんく・くまりえ。[102] - 後続番組『笑門福キター！！コエバラ2024』パーソナリティ
- 緑仙 (にじさんじ)[103]

コメント出演
- 三遊亭鬼丸[104] -『GOGOMONZ』パーソナリティ
- 山崎弘也 (アンタッチャブル)[104] -『エネクル Presents まいにちザキヤマ』パーソナリティ
- 斉藤朱夏[104] -『斉藤朱夏 しゅかラジ!』パーソナリティ
- パーマ大佐[104] -『Sunday Audio Show〜アナと日曜のパーマ〜』パーソナリティ

## その他
- 2023年10月8日、当番組の前時間帯に放送されている『カメレオンパーティー』の『ミスカメレオン』のコーナーに荻野が出演した[105]。ちなみに、同番組のパーソナリティ・佐々木もよこと荻野は、共にかつてホリプロに所属していた。
- 2024年1月7日は前述の通り石飛恵里花が代理パーソナリティを務め、コーナーについて以下の変更がなされた。
  - 「おぎゆかスタイル」を「えりりんスタイル」に改題して実施[106]。
  - ゲストコーナー「おぎゆか編集部」と「おぎゆかへの指令」を休止し、石飛のパーソナルな部分を深堀りする「いしとび放送部」[107]と石飛が愛してやまないラーメンにちなんだ「埼玉×ラーメンMAP」の作成[28]が実施された。
- 2024年1月21日は、DJ Fukunoの不在に伴い「BOP in da Club」が休止され、代わって「学生時代の鬼リピリクエスト」が実施された。リスナーの学生時代を彩った曲のリクエストと合わせて、荻野に「可哀想」と思わせるエピソードを募集した[108]。
- 2024年1月28日に開催された「エイブル presents 第6回 NACK5チームラン in 大宮公園」に、荻野がNACK5パーソナリティチームのメンバーとして参加した[109]。

## Z IBOOK
Z IBOOK (ゼット アイブック) は、2024年4月7日から9月29日 (4月8日未明 - 9月30日未明) までFM NACK5で放送されていたトーク番組。

### 概要
- 『SAITAMA Z MAP』(以下、Z MAP) のスピンオフ番組として位置づけられている。パーソナリティは『Z MAP』と同じく荻野由佳[110]。
- 元NGT48の荻野が、ゲストに現役アイドルやライブアイドル、元アイドルなどを招いて「アイドル」についてトークしていく[110]。
- ゲストは基本的に2週連続で出演し (一部例外あり)、『Z MAP』とは異なり、事前収録での放送であった。
- Podcastでは、ゲストがアイドルになるまでの道のりを振り返る連動番組『アイドルの履歴書～荻野由佳が聞く「私は、こうしてアイドルになった」～』が配信されている[110]。
- 『Z IBOOK』としての放送は2024年9月を以て終了し、翌月からは引き続き同枠にて荻野がパーソナリティ、大誠（センチネル）がアシスタントを務める『七転八起～Never give up～』が放送開始された[4]。

### ゲスト
- 日付は放送上のものとし、NACK5公式サイトの番組表及び公式Xでの表記に準ずる。

また、芸名やグループ名、グループへの在籍状況などは出演当時のものとする。
| 放送日 | 放送日  | ゲスト                                                   |
| ------ | ------- | -------------------------------------------------------- |
| 2024年 | 4月7日  | ナオ・オブ・ナオ (豆柴の大群都内某所 a.k.a. MONSTERIDOL) |
| 2024年 | 4月14日 | ナオ・オブ・ナオ (豆柴の大群都内某所 a.k.a. MONSTERIDOL) |
| 2024年 | 4月21日 | 小関舞 (元カントリー・ガールズ)                          |
| 2024年 | 4月28日 | 小関舞 (元カントリー・ガールズ)                          |
| 2024年 | 5月5日  | トギー (BiS)                                             |
| 2024年 | 5月12日 | トギー (BiS)                                             |
| 2024年 | 5月19日 | 加藤美南 (元NGT48)                                       |
| 2024年 | 5月26日 | 加藤美南 (元NGT48)                                       |
| 2024年 | 6月2日  | 華山七彩 (ピュアリーモンスター)                          |
| 2024年 | 6月9日  | 華山七彩 (ピュアリーモンスター)                          |
| 2024年 | 6月16日 | 柏綾菜 (SUPER☆GiRLS)                                     |
| 2024年 | 6月23日 | 柏綾菜 (SUPER☆GiRLS)                                     |
| 2024年 | 6月30日 | 山北早紀 (i☆Ris)                                         |
| 2024年 | 7月7日  | 山北早紀 (i☆Ris)                                         |
| 2024年 | 7月14日 | 青葉ひなり (FES☆TIVE)                                    |
| 2024年 | 7月21日 | 青葉ひなり (FES☆TIVE)                                    |
| 2024年 | 7月28日 | yu-ki(ExWHYZ)                                            |
| 2024年 | 8月4日  | yu-ki(ExWHYZ)                                            |
| 2024年 | 8月11日 | 柳堀花怜 (僕が見たかった青空)                            |
| 2024年 | 8月18日 | 柳堀花怜 (僕が見たかった青空)                            |
| 2024年 | 8月25日 | 豫風瑠乃・石井泉羽 (つばきファクトリー)                  |
| 2024年 | 9月1日  | 豫風瑠乃・石井泉羽 (つばきファクトリー)                  |
| 2024年 | 9月8日  | 鎌田菜月 (SKE48)                                         |
| 2024年 | 9月15日 | 佐藤佳穂 (SKE48)                                         |
| 2024年 | 9月22日 | 紫苑りんか (NANIMONO)                                    |
| 2024年 | 9月29日 | ゲストなし (荻野のアイドル時代を振り返った)              |